# Casa de Samuel Singleton
La Casa Samuel Singleton es una casa histórica en Ferron, Utah. Fue construida en 1896 para Thomas Singleton, ganadero que llegó a ser el primer alcalde de Ferron en 1900. Se convirtió en uno de los mayores terratenientes del condado de Emery, donde fundó tiendas y un banco. Era miembro de la Iglesia de Jesucristo de los Santos de los Últimos Días y republicano, y padre de un hijo y cuatro hijas; falleció de neumonía en 1929.  La casa fue diseñada en estilo Stick-Eastlake.  Está inscrita en el Registro Nacional de Lugares Históricos desde el 8 de noviembre de 1979. 